# 波茨坦電影博物館

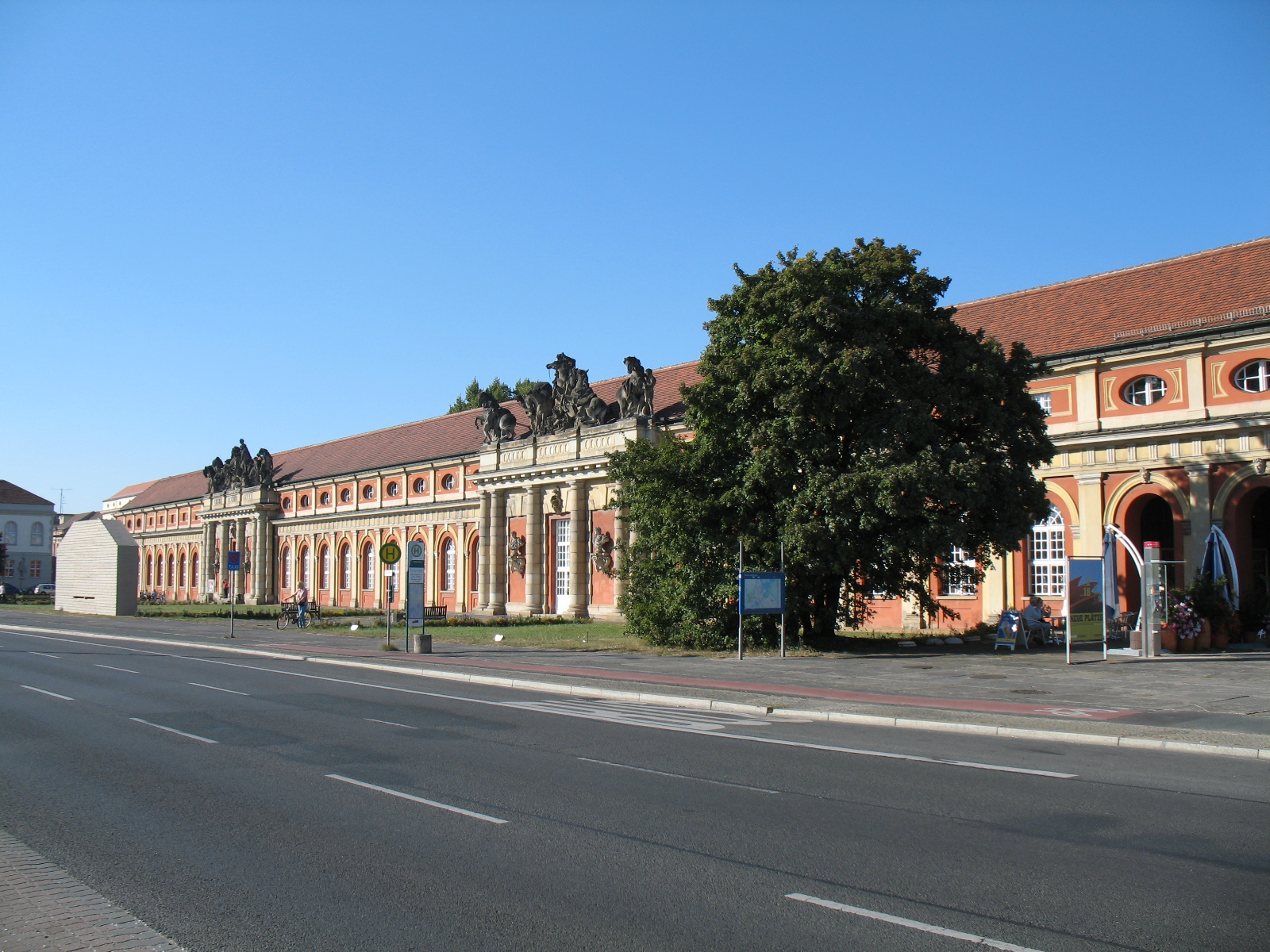
位于波茨坦城市宫宫廷马厩 (波茨坦城市宫)的波茨坦电影博物馆

52°23′43″N 13°3′29″E / 52.39528°N 13.05806°E
波茨坦電影博物館（德語：Filmmuseum Potsdam）是位於德國勃兰登堡州波茨坦的一座电影博物館，于1981年开放，最初名為德意志民主共和国電影博物館，1990年两德统一后改為現在的名稱。

## 历史
1977年，波茨坦市议会通过决议，决定建立电影博物馆，馆址选在波茨坦城市宫的宫廷马厩。马厩建筑当时年久失修，经过几年修缮和改建，1981年4月，博物馆以“德意志民主共和国电影博物馆”（Filmmuseum der DDR）之名建立，主要展出电影技术，1983年起也展出乌发电影公司和德国电影股份公司等知名德国电影公司的历史。1990年两德统一后，博物馆的馆藏和科研等发展迅速。1991年，勃兰登堡州政府开始负责博物馆的资金和运营。1993年，博物馆内部进行了现代化改造，并在电影放映厅内安装了经过修复的剧院管风琴。2011年，博物馆开设第四个永久性展览“梦工厂-巴伯尔斯贝格百年电影史”（Traumfabrik – 100 Jahre Film in Babelsberg）。同年，博物馆成为巴伯尔斯贝格影视学院的合作机构，隶属于勃兰登堡州政府科研与文化部门。2014年，博物馆建筑全面翻新，配备了无障碍设施与防火设施
。